# Wirtschaftsförderung Bremen
Die WFB Wirtschaftsförderung Bremen GmbH ist ein Unternehmen des Landes Bremen, der Stadt Bremen und der Stadt Bremerhaven. Im Auftrag ihrer Gesellschafter ist sie für die Entwicklung, Stärkung und Vermarktung der Stadt Bremen als Wirtschafts- und Erlebnisstandort zuständig. Als vorrangiges Ziel soll die WFB durch ihre Dienstleistungen einen Beitrag zur Sicherung und Schaffung von Arbeitsplätzen in Bremen leisten und gute Rahmenbedingungen für die bremische Wirtschaft schaffen. Infolge der Zusammenlegung verschiedener Landesgesellschaften in die WFB gehen ihre Aufgaben jedoch über die klassischer Wirtschaftsförderungsgesellschaften hinaus.
Ihren Sitz hatte die WFB bis 2022 im Kontorhaus am Markt, dass sich in unmittelbarer Nähe des Bremer Marktplatzes befindet und Eigentum der WFB war. Um den Weg für neue Entwicklungsprojekte in der Bremer Innenstadt frei zu machen, verkaufte die WFB das Kontorhaus am Markt an eine Projektentwicklungsgesellschaft des Investors Christian Jacobs und verlegt ihren eigenen Sitz ab 2023 in den Lloydhof.

## Geschichte
Zunächst wurde die Bremer Investitions-Gesellschaft mbH (BIG) gegründet, um Bremen für Investoren attraktiv zu machen und in diesem Zusammenhang Unterstützung für Unternehmen anzubieten, die Standorte, Gewerbeflächen, Büro- und Gewerbeimmobilien suchen. Sie übernahm aber auch weitere Aufgaben zur Stärkung des Wirtschaftsstandortes Bremen. So entwickelte sie ab dem Jahre 2000 ein Konzept für die von der Zwangsversteigerung bedrohten Großwohnanlagen in Bremen mit insgesamt rund 1500 Wohneinheiten. Am 1. Juni 2009 wurde die Wirtschaftsförderung Bremen GmbH Nachfolgerin der BIG, wobei die HVG Hanseatische Veranstaltungs-GmbH, die Bremen Marketing GmbH und die MGH Messe- und Ausstellungsgesellschaft Hansa GmbH unter einem Dach zusammengeführt wurden. Die WFB übernahm auch alle Anteile an der Bremer Aufbau-Bank, die seit 2001 Kredite anbietet. 
2011 war der damalige Oberbürgermeister Jörg Schulz von Bremerhaven im Aufsichtsrat.

## Organisation
Nach eigenen Angaben besitzt die WFB Anteile an folgenden Unternehmen: Bremer Aufbau-Bank GmbH (100 %), Glocke Veranstaltungs-GmbH (100 %), die für das Konzerthaus Die Glocke zuständig ist, Bremer Weser-Stadion GmbH (50 %), Musikfest Bremen GmbH (40 %) und EVG elko Veranstaltungs- und Gebäudeservice GmbH (20 %). Auch die Unternehmen, die der WFB ganz oder in Mehrheit gehören, besitzen eigene Geschäftsführer (A12-A14).
Die Bremer Aufbau-Bank war 2010 mit einem Eigenkapital von rund 137 Millionen Euro ausgestattet (2009: 110.833.000). Darüber hinaus begleitet sie Gründungen und Börsengänge. Ihr gehört wiederum zu 100 % die BAB Beteiligungs- und Managementgesellschaft Bremen mbH sowie zu über 35 % die Bürgschaftsbank Bremen GmbH, schließlich zu einem Viertel die Bremer Unternehmensbeteiligungsgesellschaft mbH. Die Aufbau-Bank hat ebenfalls ihren Sitz im Kontorhaus.
Andreas Heyer ist hauptamtlicher Geschäftsführer. Vorsitzende des Aufsichtsrats ist Kristina Vogt, Senatorin für Wirtschaft, Arbeit und Europa.
Auf Bundesebene ist die WFB im Deutschen Verband der Wirtschaftsförderungs- und Entwicklungsgesellschaften organisiert.
2017 strebt der Gesellschafter eine Restrukturierung der WFB an. Die Abteilung Innovation soll herausgelöst und beim Senator für Wirtschaft angesiedelt sowie das Messegeschäft mit dem Großmarkt zusammengelegt werden.

## Arbeit
Neben den zahlreichen Beteiligungen an Firmen beschäftigt sich die WFB mit der Vernetzung wirtschaftlicher Akteure und dem Marketing Bremens. Zum Bereich Marketing gehören "Bremen und Bremerhaven bike it!" (Marketing von Fahrradfahren), Wissenschaftsmarketing, Kulturmarketing, Relaunch des Stadtportals bremen.de, der Pressedienst Bremen u. a. Sie finanziert in Gemeinschaft mit SKUMS, SF, Immobilien Bremen und SWAE u. a. das europaweit bekannte Netzwerkkollektiv, die "ZwischenZeitZentrale Bremen", die für die Stadt Bremen Zwischennutzung temporär leerstehender Gebäude und Brachen. temporär wiederbelebt und organisiert.